# 南千束
南千束（みなみせんぞく）は、東京都大田区の町名。現行行政地名は南千束一丁目から南千束三丁目。住居表示実施済区域。

## 地理
東京都大田区の北部に位置する。北辺は大田区北千束に接する。東部は概ね環七通り（東京都道318号環状七号線）を境にして品川区旗の台に接する。南部は中原街道に接し、大田区東雪谷・上池台に接する。西部は大田区石川町にも接する。二丁目の南部の中原街道沿いには洗足池があり、多くの人が訪れる。その他は主に住宅地となっている。

### 地価
住宅地の地価は、2025年（令和7年）1月1日の公示地価によれば、南千束2-8-2の地点で72万9000円/m2、南千束3-25-5の地点で68万6000円/m2となっている。

## 歴史

### 地名の由来
大田区南千束の地名の由来は、中世のこの辺り一帯の地名「荏原郡千束郷」による。
この郷名「千束」については、千束分の稲が貢祖から免ぜられていたところから付けられたというのが定説とされ、その免祖の理由としては、この地にある大池（現在の洗足池）が水源地として灌漑に利用されていたから、あるいは、千人の僧を招いて供養を営む「千僧供養」の費用に当てる免田であったからという説がある。また他説として、池の水を利用してつくった稲を税金として千束納めていたから、取れる稲の総量が千束であったからとする説もある。

## 世帯数と人口
2024年（令和6年）4月1日現在（東京都発表）の世帯数と人口は以下の通りである。
| 丁目         | 世帯数    | 人口    |
| ------------ | --------- | ------- |
| 南千束一丁目 | 1,475世帯 | 2,826人 |
| 南千束二丁目 | 839世帯   | 1,886人 |
| 南千束三丁目 | 1,598世帯 | 2,966人 |
| 計           | 3,912世帯 | 7,678人 |

### 人口の変遷
国勢調査による人口の推移。
| 年                 | 人口  |
| ------------------ | ----- |
| 1995年（平成7年）  | 6,547 |
| 2000年（平成12年） | 6,941 |
| 2005年（平成17年） | 6,948 |
| 2010年（平成22年） | 7,152 |
| 2015年（平成27年） | 7,616 |
| 2020年（令和2年）  | 7,856 |

### 世帯数の変遷
国勢調査による世帯数の推移。
| 年                 | 世帯数 |
| ------------------ | ------ |
| 1995年（平成7年）  | 2,754  |
| 2000年（平成12年） | 3,114  |
| 2005年（平成17年） | 3,256  |
| 2010年（平成22年） | 3,551  |
| 2015年（平成27年） | 3,791  |
| 2020年（令和2年）  | 3,893  |

## 学区
区立小・中学校に通う場合、学区は以下の通りとなる（2023年4月時点）。
| 丁目         | 番地              | 小学校               | 中学校                 |
| ------------ | ----------------- | -------------------- | ---------------------- |
| 南千束一丁目 | 32番の一部 34番   | 大田区立小池小学校   | 大田区立大森第六中学校 |
| 南千束一丁目 | その他            | 大田区立赤松小学校   | 大田区立大森第六中学校 |
| 南千束二丁目 | 2番の一部 3〜16番 | 大田区立赤松小学校   | 大田区立大森第六中学校 |
| 南千束二丁目 | 1番 2番の一部     | 大田区立小池小学校   | 大田区立大森第六中学校 |
| 南千束二丁目 | その他            | 大田区立洗足池小学校 | 大田区立石川台中学校   |
| 南千束三丁目 | 全域              | 大田区立洗足池小学校 | 大田区立石川台中学校   |

## 事業所
2021年（令和3年）現在の経済センサス調査による事業所数と従業員数は以下の通りである。
| 丁目         | 事業所数 | 従業員数 |
| ------------ | -------- | -------- |
| 南千束一丁目 | 61事業所 | 487人    |
| 南千束二丁目 | 32事業所 | 174人    |
| 計           | 93事業所 | 661人    |

### 事業者数の変遷
経済センサスによる事業所数の推移。
| 年                 | 事業者数 |
| ------------------ | -------- |
| 2016年（平成28年） | 91       |
| 2021年（令和3年）  | 93       |

### 従業員数の変遷
経済センサスによる従業員数の推移。
| 年                 | 従業員数 |
| ------------------ | -------- |
| 2016年（平成28年） | 756      |
| 2021年（令和3年）  | 661      |

## 交通
町域内に鉄道駅はないが、南方に東急池上線洗足池駅、石川台駅、南東方向に長原駅、東方に東急大井町線旗の台駅、北方に北千束駅、大岡山駅が置かれている。他に中原街道、環七通りを走るバス路線も利用される。

## 施設
- 洗足池（勝海舟の墓・千束八幡神社なども所在）
- 大田区立勝海舟記念館（旧清明文庫）[20]
- 御松庵妙福寺

## その他

### 日本郵便
- 郵便番号 : 145-0063[2]（集配局 : 田園調布郵便局[21]）。